# Частное распределение
Частное распределение (маргинальное распределение) — вероятностное распределение вероятностей одной или множества случайных величин, рассматриваемых в качестве компоненты или множества компонент некоторого известного многомерного распределения. Частное распределение вероятностей можно вычислить, суммируя значения всех остальных величин из совместного распределения вероятностей. 
Иными словами, {\displaystyle P(X_{i})=\textstyle \sum _{\forall {X}\neq X_{i}}\displaystyle P(X_{1},X_{2},...,X_{n})}. 

## Определения
Пусть {\displaystyle F(x_{1},\ldots ,x_{n})} — функция распределения для некоторой случайной величины. Если все переменные, за исключением фиксированного {\displaystyle x_{\gamma }}, стремятся к {\displaystyle +\infty }, то {\displaystyle F} будет стремиться к пределу {\displaystyle F_{\gamma }}, который является некой функцией распределения переменной {\displaystyle x_{\gamma }}; так например, {\displaystyle F_{1}(x_{1})=F(x_{1},+\infty ,\ldots ,+\infty )}. Функция {\displaystyle F_{\gamma }(x_{\gamma })} определяет некоторое одномерное распределение, которое называется частным распределением переменной {\displaystyle x_{\gamma }}.
Таким же образом задаётся частное распределение подмножества переменных.

## Примеры

### Пример со светофором и пешеходом
Допустим, что требуется вычислить вероятность того, что пешеход будет сбит автотранспортом, переходя дорогу на пешеходном переходе, не обращая внимания на сигнал светофора. Пусть {\displaystyle H} (для пешехода) — это дискретная случайная величина, принимающая одно из значений из множества {\displaystyle \{{\text{Сбит}},{\text{Не сбит}}\}}, а {\displaystyle L} (для сигнала светофора) — это дискретная случайная величина, принимающая одно из значений из множества {\displaystyle \{{\text{Красный}},{\text{Желтый}},{\text{Зеленый}}\}}.
Объективно, {\displaystyle H} будет зависеть от {\displaystyle L}. То есть, {\displaystyle P(H={\text{Сбит}})} будет принимать разные значения в зависимости от того, горит ли красный, желтый или зеленый свет, аналогично для {\displaystyle P(H={\text{Не сбит}})}. Например, человек более вероятно будет сбит машиной, если попытается перейти дорогу, когда для автотранспорта горит зеленый свет, чем если горит красный. Другими словами, для каждой пары значений {\displaystyle H} и {\displaystyle L} необходимо учитывать совместное распределение вероятностей {\displaystyle H} и {\displaystyle L}, чтобы найти вероятность одновременного наступления этих событий, если пешеход игнорирует состояние светофора.
Однако при попытке вычислить частное распределение {\displaystyle P(H={\text{Сбит}})} ищется вероятность того, что {\displaystyle H={\text{Сбит}}}  в ситуации, когда конкретное значение {\displaystyle L} неизвестно и когда пешеход игнорирует сигнал светофора. В общем случае, пешеход может быть сбит при любом заданном сигнале светофора. Следовательно, частное распределение можно найти, суммируя {\displaystyle P(H|L)} для всех возможных значений {\displaystyle L}, причем каждое значение {\displaystyle L} взвешивается по своей вероятности наступления.
Следующая таблица, показывает условные вероятности быть сбитым, в зависимости от сигнала светофора:
| LH      | Красный | Желтый | Зеленый |
| ------- | ------- | ------ | ------- |
| Не сбит | 0.99    | 0.9    | 0.2     |
| Сбит    | 0.01    | 0.1    | 0.8     |

Для нахождения совместного распределения вероятностей требуется больше данных. Например, предположим, что {\displaystyle P(L={\text{Красный}})=0.2}, {\displaystyle P(L={\text{Желтый}})=0.1}, {\displaystyle P(L={\text{Зеленый}})=0.7}. Умножая каждый столбец в условном распределении на вероятность наступления соответствующего сигнала светофора, мы получаем совместное распределение вероятностей {\displaystyle H} и {\displaystyle L}:
| LH      | Красный | Желтый | Зеленый | {\displaystyle P(H)} |
| ------- | ------- | ------ | ------- | -------------------- |
| Не сбит | 0.198   | 0.09   | 0.14    | 0.428                |
| Сбит    | 0.002   | 0.01   | 0.56    | 0.572                |
| Сумма   | 0.2     | 0.1    | 0.7     | 1                    |

Частное распределение {\displaystyle P(H={\text{Сбит}})=0.002+0.01+0.56=0.572}, так как это вероятность быть сбитым при красном, желтом или зеленом сигнале светофора. Аналогично, для {\displaystyle P(H={\text{Не сбит}})} — это сумма по соответствующей строке.